# Artère linguale
L'artère linguale (ou artère principale de la langue) est une artère systémique de la tête. Elle vascularise la langue et la glande sublinguale.

## Origine

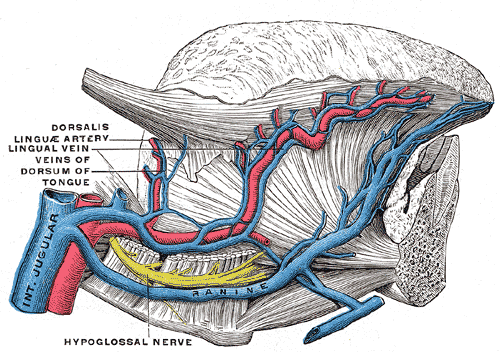
Artère et veine linguales. Le nerf hypoglosse (en jaune) a été déplacé vers le bas.

L'artère linguale est la troisième branche de l'artère carotide externe. Elle naît sur sa face antérieure, entre l'artère thyroïdienne supérieure et l'artère faciale au niveau de l'os hyoïde. 

### Variations anatomiques
Il existe de nombreuses variations anatomiques : on peut notamment observer la présence d'un tronc linguo-facial commun avec les artères faciale, thyroïdienne supérieure, maxillaire et plus rarement avec l'artère pharyngienne ascendante.

## Trajet
L'artère linguale se dirige d'abord vers le haut et vers le dedans, vers les grandes cornes de l'os hyoïde. Elle donne à ce niveau une première collatérale : le rameau supra-hyoïdien de l'artère linguale. Celui-ci parcourt le bord supérieur de l'os hyoïde et irrigue les muscles qui y sont attachés avant de s'anastomoser avec le rameau controlatéral.
L'artère linguale s'incline ensuite vers le bas et l'avant en formant une boucle traversée par le nerf hypoglosse, pour passer sous le muscle hyo-glosse. Elle donne alors les rameaux dorsaux linguaux de l'artère linguale. Ces derniers remontent à la partie arrière de la langue et vascularisent la muqueuse, les arcs palato-glosses, les tonsilles palatines, le palais mou et l'épiglotte. Ils s'anastomosent avec les rameaux controlatéraux.
Lorsqu'elle arrive au bord antérieur du muscle hyo-glosse, l'artère linguale donne deux branches terminales : l'artère sublinguale et l'artère linguale profonde. (également appelée artère profonde de la langue ou artère ranine).

## Terminaison

### L'artère profonde de la langue
L'artère profonde de la langue (ou artère ranine) se dirige en avent le long de la ligne médiane de la face inférieure de la langue.
Elle vascularise le corps et la pointe de la langue, sa muqueuse et ses muscles intrinsèques.

### L'artère sublinguale
L'artère sublinguale se poursuit vers l'avant et passe entre les muscles génio-glosse et mylo-hyoïdien. Elle participe à la vascularisation de la glande sublinguale, des muscles adjacents et de la muqueuse de la bouche et des gencives.